# Anna Larroucau Laborde de Lucero
Pour les articles homonymes, voir Larroucau.
Anna Larroucau Laborde de Lucero : philanthrope et éducatrice argentine, pionnière de la viticulture en Argentine, née à Oloron-Sainte-Marie, le 7 mars 1864 au quartier Sainte-Croix, au 13 rue Mercière (anciennement rue Centulle) et décédée à Mendoza, en Argentine, le 3 septembre 1956.

## Biographie

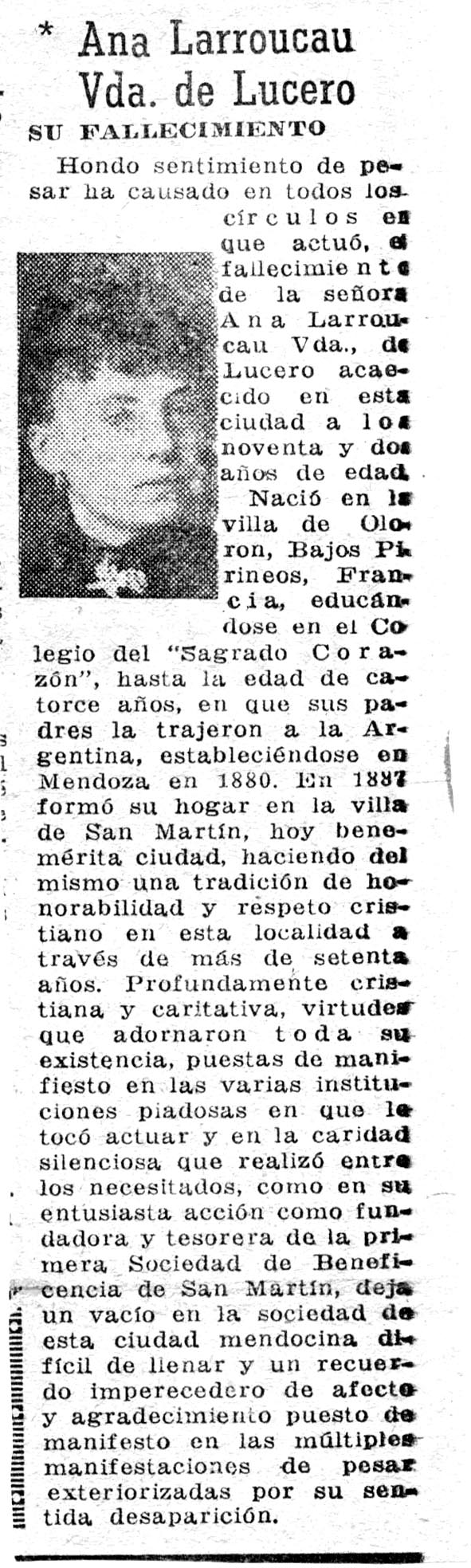
Nécrologie d' Anna Larroucau, Journal : Los Andes, Mendoza, Argentina, 4/9/1956.

Anna Larroucau, fille de Louis Barthélémy Larroucau et Justine Laborde, est l'aînée de ses 16 frères nés à Oloron. Elle était descendante du docteur en médecine Bernard Casamajor-Laplace (Oloron ; 1719-1776). Vers 1878 Anna émigre en Argentine, en compagnie de ses oncles et quelques-uns de ses frères. En Argentine, Anna travaille comme gouvernante pendant un certain temps. Elle avait fait ses études au collège Sacré-Cœur d'Oloron. Elle avait des liens d'amitié avec la famille de Jules Supervielle. 
Vers 1880 elle introduit les premiers pieds de vigne d'origine française, bordelais, à San Martín, Mendoza. Ces premiers plants vont remplacer les anciens d'origines espagnole et italienne, ce qui finira par améliorer la qualité du vin argentin.

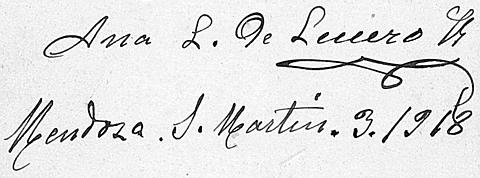
Signature d'Anna Larroucau.

Le 27 juillet 1887 à San Martín, Mendoza, elle épouse Léopold Lucero Rincons un fermier très connu de Mendoza, cousin du gouverneur de la province de San Luis, en Argentine, le Brigadier Général Pablo Lucero. Le couple aura quatre fils et avec eux, commencera une importante lignée d'Argentine.
Vers 1900 Anna Larroucau, déjà veuve, est la fondatrice de la première association de bienfaisance de San Martín, à Mendoza, où elle travaille pour l'éducation et le bien-être de l'enfance de sa région. Pendant plusieurs années elle dirige l'association et en est la trésorière. 
Elle décède à Mendoza, le 3 septembre 1956.